# Junastu
Junastu (mongol : ᠵᠠᠭᠤᠨᠨᠠᠰᠤᠲᠤ ; chinois : 照那斯图 ; pinyin : zhàonàsītú), parfois Junast, né en 1934 dans la Bannière centrale droite de Horqin, Ligue de Xing'an, en Mongolie-Intérieure, et décédé le 9 avril 2010, est un linguiste chinois d'ethnie mongole.
Il a travaillé sur les langues mongoles, dont le monguor, le yugur oriental, ainsi que la phonologie de l'écriture phagspa.

## Biographie
En 1953, il entre au Parti communiste chinois.
En 1954, il entre à l'Université de Pékin pour étudier les langues. Après l'obtention de son diplôme, il entre à l'Académie chinoise des sciences sociales, où il travaille à l'institut de recherche sur les nationalités.
Junast maîtrise le mongol, le hanyu (mandarin, etc.), le russe, le monguor et le japonais. Il s'est beaucoup consacré au déchiffrement de l'écriture phagspa.
Il était au directoire de l'Académie chinoise des sciences sociales, vice-directeur de l'association de linguistique des nationalités de Chine (中国民族语言学会). Il se consacre pendant une longue période au mongour, au yugur oriental et à l'écriture phagspa. Parmi ses œuvres majeures, on peut citer deux ouvrages, 《土族语简志》, consacré au mongour et 《东部裕固语简志》, consacré au yugur oriental.
En 1989, il est engagé par l'Université de Tokyo des études étrangères, au Japon, dans l'institut de recherche sur les langues et la culture, où à partir du 30 septembre, il est engagé pendant un an comme professeur invité.
Junastu décède le 9 avril 2010 à Pékin.

## Œuvres

### Écriture phagspa
- 1977 : (zh) 元八思巴字篆书官印辑存, coll. « 文物资料丛刊 » (no 16),‎ 1977 ;
- 1980 : (zh) « 论八思巴字 », 民族语文,‎ 1980 ;
- 1981 : (zh) 八思巴字百家姓校勘, 北京, 中国社会科学出版社, coll. « 民族语文论集 » ;
- 1982 : 《南华寺藏元八思巴字蒙古语圣旨的复原与考释》 ;
- 1987 : 《八思巴文元音字母字形问题上的两种体系》 （《民族语文》 1987年04期 1-6页） ;
- 1988 : 《有关八思巴字母 ė 的几个问题》 （《民族语文》1988年01期 1-8页） ;
- 1989 : 《八思巴字中的零声母符号》 （《民族语文》 1989年02期 29-36页） ;
- 1990 : 《八思巴字和蒙古语文献·Ⅰ研究文集》 （东京 东京外国语大学） ;
- 1991 : 《八思巴字和蒙古语文献·Ⅱ文献文集》 （东京 东京外国语大学） ;
- 2000 : 《回鹘文字母的八思巴字注音》 （《民族语文》 2000年04期 50-51页） (sur l'écriture ouïghour et la phonétique du phagspa) ;
- 2003 : 《一种八思巴字脱胎而来的文字》 （《民族语文》 2003年01期 56-58页）
- 2007 : 《八思巴字蒙古语文献的语音系统》 （《民族语文》 2007年02期）.

### Yugur oriental
- 1981 : (zh) 东部裕固语简志, 北京, 民族出版社,‎ 1981.

### Mongour
- 1981 : (zh) 土族语简志, 北京, 民族出版社 ;
- (zh) 照那斯图, 土族语简志, 北京, 民族出版社, coll. « 中国少数民族语言简志丛书 »,‎ 1981, 108 p. (OCLC 45627594) (Introduction à la langue tu).

#### Articles dans des revues spécialisée
- (zh) 齐默, « 照那斯图教授赴日工作归来 », 《民族语文》,‎ 1990 (lire en ligne)
- (zh) 本刊编辑部, « 沉痛悼念照那斯图先生 », 民族语文,‎ 2010 (lire en ligne)

#### Autres articles
- (zh) « 破译死文字之谜 », sur CCTV,‎ 28 septembre 2007, transcription de l'entretien vidéo avec Junastu sur la Télévision centrale de Chine.
- (zh) « 照那斯图：古文字尤其是“死文字”具有不可替代的历史文化价值 », sur 360doc,‎ 21 décembre 2011
- (zh) 邸永君, « 照那斯图先生传略 », sur 中国社会科学网,‎ 14 septembre 2016